# Enlil
Enlil (nlin), (EN = Zeu + LIL = Punte, "Zeu al Vântului") era numele unei zeități conducătoare care apare în numeroase scrieri de pe tăblițele de piatră/lut sumeriene, akkadiene, hittite, canaanite și mesopotamiene. Numele a fost probabil pronunțat mai târziu (și uneori în traduceri) ca Ellil  în literatura akkadiană, hitită și canaanită . Enlil a fost considerat zeul vânturilor și al vremii. 

## Rol cosmologic
Enlil, împreună cu Anu/An, Enki și Ninhursag au fost zeii sumerieni.